# Microcebus ganzhorni
Microcebus ganzhorni - один з видів Microcebus, описаний в 2016 році на Мадагаскарі Був виявлений групою дослідників з Німецького центру приматів. Виявлений разом з близькоспорідненими видами, такими як Microcebus berthae (описано у 2013 році), Microcebus manitatra і Microcebus boraha. Морфологічна схожість унеможливило ідентифікувати їх як окремий вид. Генетичне дослідження було проведено у співпраці з ученими з Університету Кентуккі, в Дюкського центру лемурів і Університету Антананаріву. МтДНК секвенування показало, що це окремий вид
Назву отримав на честь професора Гамбурзького університету Йорга Ганцхорна (Jörg Ganzhorn), провідного дослідника лемурів Мадагаскару 

## Дивись також
- Microcebus berthae